# 郑易里

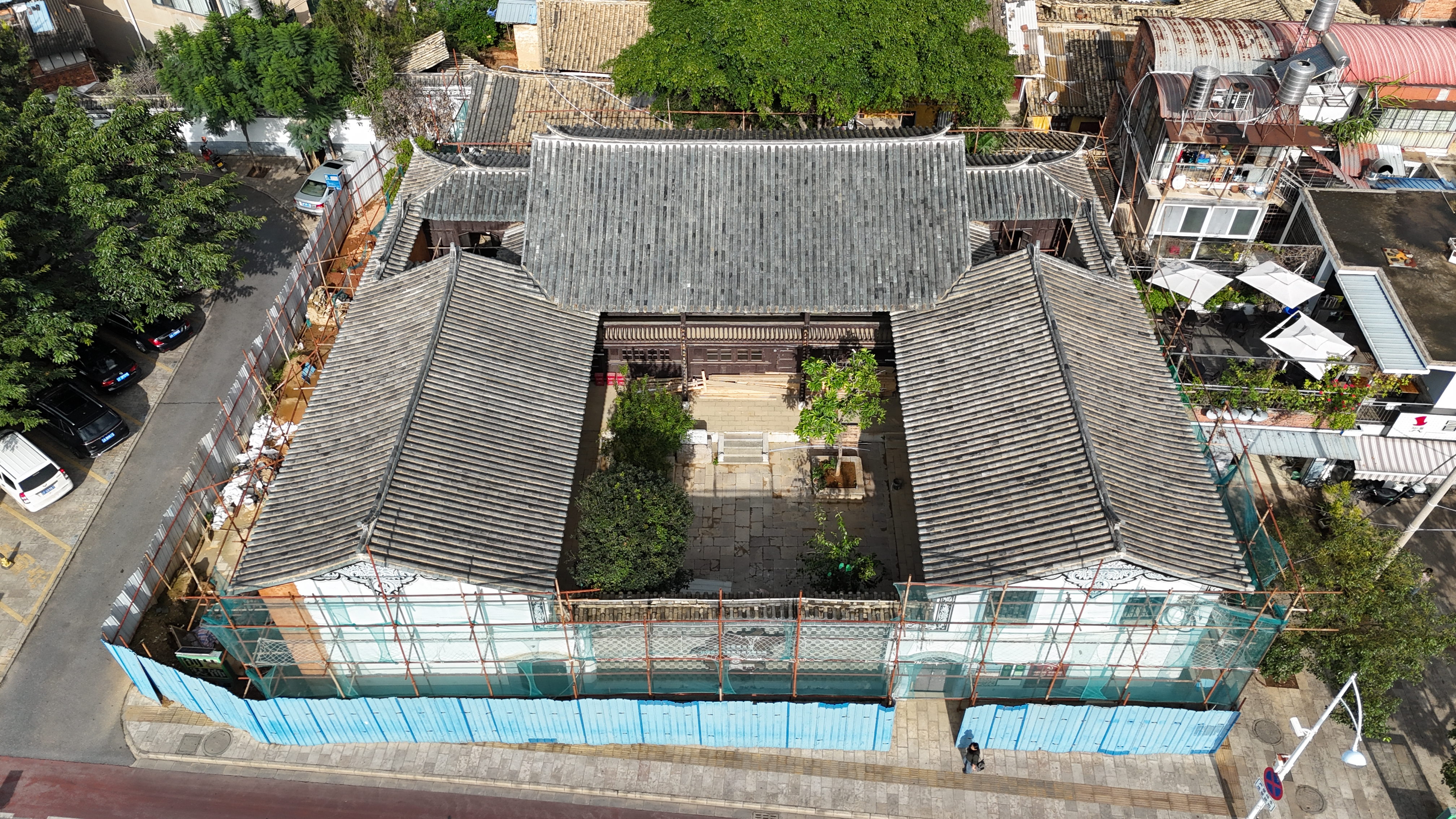
玉溪郑氏旧居，郑易里旧宅

郑易里（1906年—2002年4月），原名郑雨笙，男，汉族，云南玉溪县人，中国农学家、科技情报专家、汉字编码专家，第四、五、六届全国政协委员。是郑码发明者，《英华大词典》主编。